# Leopoldo Minaya
Leopoldo Minaya (nascido em 15 de novembro de 1963) é um poeta dominicano-americano. É membro da geração literária de 1980 na República Dominicana. Ganhou, em 2001, o prêmio Associação Cultural Miguel de Cervantes. Seus trabalhos foram publicados por várias publicações espanholas e dominicanas. Doutorado em direito pela Universidade Autônoma de Santo Domingo. Mestrado em edução pela Faculdade Mercy, de Nova Iorque. Minaya é também membro da Sociedade Internacional de Escritores.